# ديف سميث (لاعب كرة قاعدة أمريكي)
ديف سميث (بالإنجليزية: Dave Smith)‏ هو لاعب كرة قاعدة أمريكي، ولد في 30 أغسطس 1957 في تومبول في الولايات المتحدة.

## وصلات خارجية
- ديف سميث على موقعبيزبول رفرنس.كوم (الدوري الرئيسي) (الإنجليزية)
- ديف سميث على موقعبيزبول رفرنس.كوم (الدوري الثانوي) (الإنجليزية)